# Eriocaulon fuliginosum
Eriocaulon fuliginosum är en gräsväxtart som beskrevs av August Heinrich Rudolf Grisebach. Eriocaulon fuliginosum ingår i släktet Eriocaulon och familjen Eriocaulaceae. Inga underarter finns listade i Catalogue of Life.